# Idiocelyphus reniformis
Idiocelyphus reniformis är en tvåvingeart som beskrevs av Joaquin A. Tenorio 1969. Idiocelyphus reniformis ingår i släktet Idiocelyphus och familjen Celyphidae.
Artens utbredningsområde är Filippinerna. Inga underarter finns listade i Catalogue of Life.